# Celtic Thunder
Celtic Thunder är en folkmusikgrupp från Irland, och består av fem medlemmar: Neil Byrne, Emmet Cahill, Ryan Kelly, Damian McGinty och Michael O'Dwyer. Gruppen bildades 2007.

## Diskografi
Studioalbum
- Celtic Thunder (2008)
- Act Two (2008)
- Take Me Home (2009)
- It's Entertainment! (2010)
- Christmas (2010)
- Heritage (2011)
- Storm (2011)
- Voyage (2012)
- Voyage II (2012)
- Mythology (2013)
- Christmas Voices (2013)
- The Very Best of Celtic Thunder (2015)
- Inspirational (2017)
- Celtic Thunder X (2018)

Livealbum
- Live & Unplugged at Sullivan Hall New York (2013)
- Legacy: Volume I (2016)
- Legacy: Volume II (2016)

Tio framträdanden finns på DVD med titlarna Celtic Thunder: The Show, Take Me Home, It's Entertainment!, Christmas, Heritage, Storm, Voyage, Voyage II, Mythology, Live & Unplugged och Legacy.

## Medlemmar
Nuvarande medlemmar
- Neil Byrne (f. 16 november 1977) – (2007–)
- Emmet Cahill (f. 18 oktober 1990) – (2010–2014, 2015–)
- Damian McGinty (f. 9 september 1992) – (2007–2011, 2015–)
- Michael O'Dwyer (f. 9 mars 1992) – (2016–)
- ryan kelly (f. November 6, 1978) - (

Tidigare medlemmar
- Paul Byrom (f. 11 april 1979) – (2007–2010)
- George Donaldson (f. 1 februari 1968 – d. 12 mars 2014) – (2007–2014)
- Daniel Furlong (f. 3 januari 1998) – (2011–2012)
- Keith Harkin (f. 10 juni 1986) – (2007–2016)
- Colm Keegan (f. 2 augusti 1989) – (2012–2015)
- Emmett O'Hanlon (f. 9 juli 1990) – (2014–2016)